# Ditsaan-Ramain
Ditsaan-Ramain (Bayan ng Ditsaan-Ramain) är en kommun i Filippinerna. Kommunen ligger på ön Mindanao, och tillhör provinsen Lanao del Sur. Folkmängden uppgår till 19 157 invånare.

## Barangayer
Ditsaan-Ramain är indelat i 34 barangayer.
| - Bagoaingud - Barimbingan - Bayabao - Buadi Babai - Buadi Alao - Buadi Oloc - Pagalongan Buadiadinga - Dado - Dangimprampiai - Darimbang - Dilausan - Ditsaan | - Gadongan - Pagalongan Ginaopan - Baclayan Lilod - Linamon - Lumbatan Ramain - Buayaan Madanding - Maindig Ditsaan - Mandara - Maranao Timber (Dalama) - Pagalongan Proper - Polo | - Ramain Poblacion - Ramain Proper - Baclayan Raya - Buayaan Raya - Rantian - Sundiga Bayabao - Talub - Buayaan Lilod - Bubong Dangiprampiai - Pagalongan Masioon - Sultan Pangadapun |